# Торпедо (стадион, Владимир)
Стадион „Торпедо“ е многофункционален стадион в гр. Владимир, Русия.
Построен е през 1948 г., но е срутен 10 години по-късно. Построен е наново през 1978 г.
На него домакинските си мачове играе „Торпедо“ (Владимир). До 2009 г. капацитетът му е 26 000 зрители, но след реконструкция е намален до 19 000 месат. Най-много зрители – 20 000, са били на стадиона на мач между „Торпедо“ и „Асамарал“ през 1991 г.